# Real Zaragoza 2014-2015
Questa voce raccoglie le informazioni riguardanti il Real Zaragoza nelle competizioni ufficiali della stagione 2014-2015.

## Rosa
Rosa aggiornata al 17 aprile 2015.
| N. |                                 | Ruolo | Calciatore            |
| -- | ------------------------------- | ----- | --------------------- |
| 1  | Spagna (bandiera)               | P     | Pablo Alcolea         |
| 3  | Spagna (bandiera)               | D     | Mario Abrante         |
| 4  | Uruguay (bandiera)              | D     | Leandro Cabrera       |
| 5  | Spagna (bandiera)               | D     | Rubén González        |
| 6  | Albania (bandiera)              | C     | Vullnet Basha         |
| 7  | Bosnia ed Erzegovina (bandiera) | A     | Eldin Hadžić          |
| 9  | Spagna (bandiera)               | A     | Borja Bastón          |
| 11 | Spagna (bandiera)               | C     | Jaime Romero          |
| 12 | Spagna (bandiera)               | C     | Natxo Insa            |
| 13 | Marocco (bandiera)              | P     | Yassine Bounou        |
| 15 | Spagna (bandiera)               | C     | Pedro Sánchez         |
| 17 | Spagna (bandiera)               | D     | José Manuel Fernández |
| 18 | Spagna (bandiera)               | C     | Albert Dorca          |
| 23 | Spagna (bandiera)               | C     | Javi Álamo            |

| N. |                   | Ruolo | Calciatore        |
| -- | ----------------- | ----- | ----------------- |
| 26 | Spagna (bandiera) | D     | Diego Rico        |
| 27 | Spagna (bandiera) | C     | Sergio Gil        |
| 28 | Spagna (bandiera) | C     | Álvaro Tierno     |
| 29 | Spagna (bandiera) | A     | David Muñoz Pueyo |
| 30 | Spagna (bandiera) | P     | Óscar Whalley     |
| 31 | Spagna (bandiera) | D     | Jesús Vallejo     |
| 32 | Spagna (bandiera) | D     | Carlos Nieto      |
| 35 | Spagna (bandiera) | A     | Diego Suárez      |
| 36 | Spagna (bandiera) | D     | Álvaro Meseguer   |
|    | Spagna (bandiera) | A     | Alfredo Ortuño    |
|    | Spagna (bandiera) | C     | Erik Morán        |
|    | Spagna (bandiera) | A     | Jorge Ortí        |

## Risultati

### Segunda División

#### Play-off
| Saragozza 11 giugno 2015, ore 20:00 CEST Semifinali - Andata | Saragozza | 0 – 3 referto             | Girona | La Romareda |
| \| \| \| \| \| \| Marcatori \| 23’, 59’ Mata 45’ Lejeune \|  |           |                           |        |             |
|                                                              |           |                           |        |             |
|                                                              | Marcatori | 23’, 59’ Mata 45’ Lejeune |        |             |

| Girona 14 giugno 2015, ore 17:00 CEST Semifinali - Ritorno                                  | Girona    | 1 – 4 referto                                    | Saragozza | Estadi Montilivi |
| \| \| \| \| \| Aday 73’ \| Marcatori \| 19’ (rig.) 34’ Willian 44’ Cabrera 67’ Fernández \| |           |                                                  |           |                  |
|                                                                                             |           |                                                  |           |                  |
| Aday 73’                                                                                    | Marcatori | 19’ (rig.) 34’ Willian 44’ Cabrera 67’ Fernández |           |                  |

| Saragozza 17 giugno 2015, ore CEST Finale - Andata                         | Saragozza | 3 – 1     | Las Palmas | La Romareda |
| \| \| \| \| \| Rico 39’ Pedro 47’ Willian 75’ \| Marcatori \| 19’ Viera \| |           |           |            |             |
|                                                                            |           |           |            |             |
| Rico 39’ Pedro 47’ Willian 75’                                             | Marcatori | 19’ Viera |            |             |

| Las Palmas de Gran Canaria 21 giugno 2015, ore CEST Finale - Ritorno | Las Palmas | 2 – 0 | Saragozza | Estadio de Gran Canaria |
| \| \| \| \| \| Mesa 33’ Araujo 84’ \| Marcatori \| \|                |            |       |           |                         |
|                                                                      |            |       |           |                         |
| Mesa 33’ Araujo 84’                                                  | Marcatori  |       |           |                         |